# William R. Muehlberger

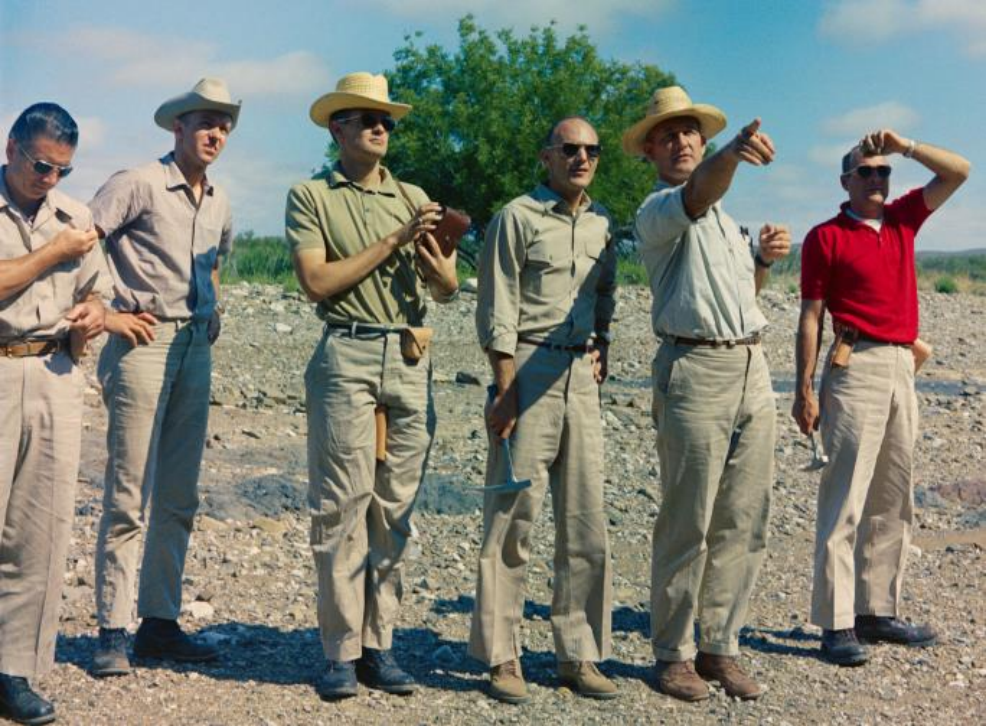
Muehlberger entraînant des astronautes lors d'une excursion géologique au Marathon Uplift.

William Rudolf Muehlberger, dit Bill Muehlberger, né le 26 septembre 1923 à New York et mort le 14 septembre 2011, est un géologue américain. Il a été professeur de géologie à l'université du Texas à Austin et l'investigateur principal en géologie des missions Apollo 16 et 17 vers la Lune, pour la National Aeronautics and Space Administration (NASA). Il est décédé de causes naturelles le 14 septembre 2011.
La roche lunaire d'Apollo 16, Big Muley (en), porte le nom de Muehlberger.